# Anna Melikian
Pour les articles homonymes, voir Melikian.
Anna Melikian (Анна Меликян), née à Bakou (Union soviétique) le 8 février 1976, est une réalisatrice, scénariste et productrice russo-arménienne dont le travail a été récompensé par plusieurs prix.
Après sa participation au Festival de Sundance, elle a été classée dans le top 10 des réalisateurs ayant une possibilité de carrière des plus prometteuses par le magazine Variety.

## Biographie
Anna Melikian a étudié à l'Institut national de la cinématographie, à Moscou, dans les classes des professeurs Sergueï Soloviev et Valery Rubinchik, où elle a reçu le prix St. Anna pour Poste restante (2000). Après l'obtention de son diplôme, elle réalise pour le Goskino divers documentaires et téléfilms. En 2008 Mermaid (2007) a reçu le Prix international du Festival du film de Berlin.
Elle remporte le Prix de la mise en scène pour Star au festival Kinotavr 2014.
Son film De l'amour (Про любовь, Pro lyubov) remporte le Grand Prix au festival Kinotavr 2015.
Elle est membre du jury du Festival international du film de Moscou 2018.

## Filmographie partielle

### Au cinéma
- 2000 : Poste restante (До Востребования) — court-métrage de 24 minutes
- 2002 : Contrebasse (Контрабас) — court-métrage de 22 minutes
- 2004 : Mars (ru) (Марс)
- 2007 : La Sirène (Русалка)
- 2014 : La Star (Звезда)
- 2015 : De l'amour (Про любовь)
- 2017 : De l'amour 2 : Seulement pour adultes (Про любовь 2. Только для врозлых)
- 2020 : La Fée (Фея)
- 2020 : À trois[5] (Трое)
- 2023 : Les Sensations d'Anna (Чувства Анны)

## Récompenses et distinctions
- Kinotavr 2014 : prix de la mise en scène pour La Star.
- Kinotavr 2015 : Grand prix pour De l'amour.